# Leslie Jensen
Leslie Jensen (* 15. September 1892 in Hot Springs, Fall River County, South Dakota; † 14. Dezember 1964 in Rapid City, South Dakota) war ein US-amerikanischer Politiker und von 1937 bis 1939 der 15. Gouverneur des Bundesstaates South Dakota.

## Frühe Jahre
Leslie Jensen besuchte die University of South Dakota. Anschließend trat er in die US Army ein und wurde in den Jahren 1916 bis 1917 an der Grenze zu Mexiko eingesetzt, wo es zu kleineren Grenzkonflikten gekommen war. Als Hauptmann (Captain) war er zwischen 1917 und 1919 Mitglied der amerikanischen Expeditionsstreitkräfte in Frankreich während des Ersten Weltkrieges. Von 1922 bis 1934 war er in der Finanzverwaltung von South Dakota angestellt. Dann wurde er Präsident einer Telefongesellschaft. Als Mitglied der Republikanischen Partei wurde Jensen im Jahr 1936 zu deren Kandidat für die anstehende Gouverneurswahl gewählt. Bei den eigentlichen Wahlen gelang es ihm, den amtierenden Gouverneur Thomas Berry, der für eine dritte Amtszeit kandidierte, zu besiegen.

## Gouverneur von South Dakota
Leslie Jensen trat sein neues Amt am 5. Januar 1937 an. In seiner zweijährigen Amtszeit wurde eine eigene Regierungsabteilung in South Dakota geschaffen, die die Übernahme der neuen Sozialgesetze der Bundesregierung für den Staat South Dakota in die Wege leiten sollte. Gouverneur Jensen gelang es auch, den Staatshaushalt auszugleichen. Im Jahr 1938 verzichtete er auf eine Wiederwahl zu Gunsten einer Kandidatur für den US-Senat. Die entsprechenden Wahlen konnte er aber nicht gewinnen.
Jensens Amtszeit endete am 3. Januar 1939. Danach widmete er sich zunächst seinen privaten Interessen. Während des Zweiten Weltkrieges diente er als Oberst (Colonel) in den US-Streitkräften. Nach Kriegsende zog er sich nach Hot Springs zurück, wo er wieder seinen privaten Interessen nachging. Leslie Jensen starb im Dezember 1964. Er war mit Elizabeth Ward verheiratet, mit der er drei Kinder hatte.